# Championnats du monde de triathlon 2020
Navigation
Édition précédente Édition suivante
Les championnats du monde de triathlon 2020 sont composés d'une série de sept étapes, organisées par la Fédération internationale de triathlon (ITU). Cette série porte le nom de Séries mondiales de triathlon (World Triathlon Series - WTS). En raison de la pandémie de COVID-19, la fédération décide de ne maintenir qu'une seule course au calendrier, celle-ci servant de support aux championnats du monde individuels et en relais mixte pour la saison 2020.

## Organisation
Les épreuves du championnat du monde comportent aussi bien des courses au format M (distance olympique), soit 1 500 m de natation, 40 km de cyclisme et 10 km de course à pied, qu'au format S (sprint), soit 750 m de natation, 20 km de cyclisme et 5 km de course à pied et des courses en relais mixte (4X4). Les titres de champion et championne du monde de triathlon sur courte distance, sont octroyés aux triathlètes totalisant le plus grand nombre de points au classement général. Les titres pour les U23 (espoir) et les juniors s'attribuent sur une seule course qui se déroule généralement lors des journées de la grande finale du circuit. Les titres de champion du monde de paratriathlon ou en relais mixte sont octroyés sur une seule épreuve du calendrier.

## Récompenses financières
En 2019, la bourse totale allouée pour l'ensemble des triathlètes durant le championnat s'élève à 2,385 millions de dollars. Répartie selon les épreuves et les ordres d'arrivée. Chaque étape est dotée d'un prix total de 150 000 dollars. Les champions en titre hommes et femmes touchent une prime chacun s'élevant à 83 500 dollars en sus de leurs éventuels gains sur les étapes du circuit. Les épreuves en relais mixte sont dotées d'un prix de 100 000 dollars dont 25 000 pour l'équipe victorieuse. L'équipe championne du monde remporte une prime supplémentaire de 83 500 dollars.

## Calendrier
À la suite de l’épidémie de Covid-19 dans le monde et de la décision de la fédération internationale de suspendre toutes les rencontres et compétition, la totalité du calendrier 2020 est reporté une première fois jusqu'au 30 avril 2020. En avril 2020, elle étend cette suspension jusqu'au 30 juin. En accord avec les instances nationales et fédérale, au regard des règles sanitaires de distanciation physique régissant les rassemblements au Canada et interdisant les rassemblements de plus de 15 personnes, Triathlon Canada annonce l'annulation de la grande finale devant se dérouler sur son sol.
En août 2020, la fédération internationale annonce que les championnats du monde 2020, se dérouleront sur l'épreuve de Hambourg les 5 et 6 septembre. Les titres masculins, féminins et mixte sont attribués sur une seule épreuve au format sprint.
| Étape  | Date        | Ville     | Pays        | M | S | R |
| ------ | ----------- | --------- | ----------- | - | - | - |
| 1      | Annulée     | Abou Dabi | Abou Dabi   | x | x |   |
| 2      | Annulée     | Bermudes  | Bermudes    | x |   |   |
| 3      | Annulée     | Yokohama  | Japon       | x |   |   |
| 4      | Annulée     | Leeds     | Royaume-Uni | x |   |   |
| 5      | Annulée     | Montreal  | Canada      | x | . |   |
| 6      | Championnat | Hambourg  | Allemagne   |   | x | x |
| Finale | Annulée     | Edmonton  | Canada      | x |   | x |

## Résumé de course
Seul rendez-vous international de l'année, les meilleurs triathlètes du moment font le déplacement pour prendre part à la course. Le titre se jouant sur une seule course permet au gagnant de rejoindre le championnat du monde version d'avant les séries mondiales qui se jouait sur une seule compétition. Dans la course hommes, dès la sortie de l'eau et à l'issue d'une transition très dynamique se forme un groupe de tête composé par les Britanniques Alistair et Jonathan Brownlee, des Français Vincent Luis, champion en titre, de Léo Bergère et Dorian Coninx ainsi que du Portugais Vasco Vilaca qui prennent le contrôle de la course, pris en chasse par un peloton tenu à 15 secondes d'écart. Rapidement le trio Luis, Vilaca, Bergère s'isole du groupe de tête. En bonne forme, Vincent Luis porte une attaque à 400 mètres de la seconde transition et creuse un écart qui ne sera plus comblé par ses poursuivants. Il termine la course en vainqueur dans le temps de 49 min 13 s devant le Portugais Vasco Vilaca et son compatriote Léo Bergère. Alistair Brownlee prend la 9e place pour son retour sur le circuit court international dans l'optique des Jeux olympiques et laisse apparaitre dans le faible écart qui le sépare du vainqueur du jour, toute la pugnacité qu'il entend déployer pour la défense de ses titres olympiques en 2021.
Côté féminin, la britannique Georgia Taylor-Brown maitrise la course devant la championne du monde bermudienne Flora Duffy et l'Allemande Laura Lindemann. Elle remporte la course en 54 min 16 s et ajoute un premier titre mondial en individuel à son palmarès. Elle confirme également sa progression régulière depuis 2017 ainsi que sa place de favorite pour la course olympique de 2021.

## Résultats
Résultats de l'épreuve de Hambourg, unique épreuve du calendrier,.
| Position           | Hommes       | Hommes   | Hommes      | Femmes               | Femmes          | Femmes      |
| Position           | Nom          | Pays     | Temps       | Nom                  | Pays            | Temps       |
| ------------------ | ------------ | -------- | ----------- | -------------------- | --------------- | ----------- |
| Médaille d'or      | Vincent Luis | France   | 49 min 13 s | Georgia Taylor-Brown | Grande-Bretagne | 54 min 16 s |
| Médaille d'argent  | Vasco Vilaça | Portugal | 49 min 15 s | Flora Duffy          | Bermudes        | 54 min 25 s |
| Médaille de bronze | Léo Bergère  | France   | 49 min 18 s | Laura Lindemann      | Allemagne       | 54 min 39 s |

| Position           | Équipe                                                                 | Temps           |
| ------------------ | ---------------------------------------------------------------------- | --------------- |
| Médaille d'or      | France                                                                 | 1 h 18 min 25 s |
| Médaille d'or      | - Léonie Périault - Léo Bergère - Cassandre Beaugrand - Dorian Coninx  | 1 h 18 min 25 s |
| Médaille d'argent  | États-Unis                                                             | 1 h 18 min 33 s |
| Médaille d'argent  | - Taylor Spivey - Kevin McDowell - Katie Zaferes - Morgan Pearson      | 1 h 18 min 33 s |
| Médaille de bronze | Grande-Bretagne                                                        | 1 h 18 min 59 s |
| Médaille de bronze | - Georgia Taylor-Brown - Barclay Izzard - Jessica Learmonth - Alex Yee | 1 h 18 min 59 s |